# Ludwig Kotelmann
Ludwig Wilhelm Johannes Kotelmann, auch Louis Kotelmann (* 29. August 1839 in Demmin; † 28. Juli 1908 in Ilsenburg) war ein deutscher evangelischer Theologe, Lehrer, Augenarzt und Medizinhistoriker.

## Leben
Ludwig Kotelmann studierte an den Universitäten in Erlangen, Berlin und Marburg Theologie. Er wurde Mitglied des Erlanger und Berliner Wingolf. 1865 wurde er zum Dr. phil. promoviert. Danach war er ab 1866 als Diakon in Garz/Rügen, ab 1868 als Pastor und Schlossprediger in Putbus tätig. 1870 legte er an der Universität Greifswald das Examen pro facultate docendi ab und wurde Oberlehrer am Pädagogium Putbus. 
1872 ging Kotelmann wieder nach Marburg, um Medizin zu studieren. Er war Schüler von Hermann Schmidt-Rimpler. 1873 wurde er Assistent am Physiologischen Institut. 1876 wurde er auch in der Medizin promoviert. Er ließ sich in  Hamburg als Augenarzt nieder. 
Kotelmann verfasste verschiedene medizinhistorische Schriften. Er gab die Zeitschrift für Schulgesundheitspflege heraus, die er von 1887 bis 1897 redigierte.

## Schriften (Auswahl)
- Die Geburtshilfe bei den alten Hebräern. 1876 (Dissertation)
- Die Körperverhältnisse der Gelehrtenschüler des Johanneums in Hamburg. Ein statistischer Beitrag zur Schulhygiene. Berlin 1879.
- Die Vivisektionsfrage. 1880.
- Gesundheitspflege im Mittelalter. Kulturgeschichtliche Studien nach Predigten des 13., 14. und 15. Jahrhunderts. 1890.
- Über Schulgesundheitspflege. In: August Baumeister: Handbuch der Erziehungs- und Unterrichtslehre für höhere Schulen. 1895.
- Zur Gesundheitspflege in den höheren Mädchenschulen. In: J. Wychgram: Handbuch des höheren Mädchenschulwesens. 1897.
- Schoolhygiene for teachers. 1899.
- Die Ophthalmologie bei den alten Hebräern. Hamburg/Leipzig 1910.